# Raphael Bouju
Raphael Bouju (Amsterdam, 15 maggio 2002) è un velocista olandese ha vinto la medaglia d'argento ai Giochi europei nei 100 metri piani nel 2023.

## Progressione

### 100 metri piani
| Stagione | Misura | Luogo      | Data      | Rank. Mond. |
| -------- | ------ | ---------- | --------- | ----------- |
| 2023     | 10"02  | Ginevra    | 10.6-2023 |             |
| 2022     | 10"27  | Apeldoorn  | 24-6-2022 |             |
| 2020     | 10"51  | Arnhem     | 18-7-2020 |             |
| 2019     | 10"58  | L'Aia      | 26-7-2019 |             |
| 2018     | 10"61  | Bedford    | 16-6-2018 |             |
| 2017     | 10"73  | Birmingham | 8-7-2017  |             |

### 200 metri piani
| Stagione | Misura | Luogo    | Data      | Rank. Mond. |
| -------- | ------ | -------- | --------- | ----------- |
| 2023     | 20"65  | Oordegem | 27-5-2023 |             |

### 60 metri piani indoor
| Stagione | Misura | Luogo     | Data      | Rank. Mond. |
| -------- | ------ | --------- | --------- | ----------- |
| 2022/23  | 6"59   | Istanbul  | 4-3-2023  |             |
| 2021/22  | 6"68   | Dortmund  | 12-2-2022 |             |
| 2020/21  | 6"65   | Gent      | 30-1-2021 |             |
| 2019/20  | 6"70   | Apeldoorn | 22-2-2020 |             |
| 2018/19  | 6"71   | Apeldoorn | 16-2-2019 |             |
| 2017/18  | 6"91   | Londra    | 28-1-2018 |             |
| 2016/17  | 6"88   | Sheffield | 25-2-2017 |             |

## Palmarès
| Anno | Manifestazione | Sede     | Evento      | Risultato  | Prestazione | Note        |
| ---- | -------------- | -------- | ----------- | ---------- | ----------- | ----------- |
| 2018 | Europei U18    | Gyor     | 100 m piani | Oro        | 10"64       | =           |
| 2022 | Mondiali       | Eugene   | 4x100 m     | Batteria   | 39"09       | [ 1 ]       |
| 2022 | Europei        | Monaco   | 4x100 m     | 4º         | 38"25       |             |
| 2023 | Europei indoor | Istanbul | 60 m piani  | Semifinale | 6"61        | [ 2 ] [ 3 ] |
| 2023 | Giochi europei | Chorzów  | 100 m piani | Argento    | 10"14       | [ 4 ]       |
| 2023 | Europei U23    | Espoo    | 100 m piani | Argento    | 10"17       | w           |
| 2023 | Europei U23    | Espoo    | 200 m piani | Argento    | 20"68       |             |
| 2023 | Europei U23    | Espoo    | 4x100 m     | Finale     | dnf         | [ 5 ]       |
| 2023 | Mondiali       | Budapest | 100 m piani | Semifinale | 10"20       | [ 6 ] [ 7 ] |
| 2023 | Mondiali       | Budapest | 4x100 m     | Batteria   | dnf         | [ 8 ]       |

## Campionati nazionali
- 2 volte campione nazionale olandese dei 100 m (2022, 2023)
- 1 volta campione nazionale olandese indoor dei 60 m (2023)

2019
- 6º ai campionati olandesi (L'Aia), 100 m piani - 10"58

2020
- Argento ai campionati olandesi indoor (Apeldoorn), 60 m piani - 6"70

2021
- 8º ai campionati olandesi indoor (Apeldoorn), 60 m piani - 7"14

2022
- Bronzo ai campionati olandesi indoor (Apeldoorn), 60 m piani - 6"71
- Oro ai campionati olandesi (Apeldoorn), 100 m piani - 10"27

2023
- Oro ai campionati olandesi indoor (Apeldoorn), 60 m piani - 6"64
- Oro ai campionati olandesi (Breda), 100 m piani - 10"15
- Argento ai campionati olandesi (Breda), 200 m piani - 21"07

## Altre competizioni internazionali
2023
- Argento ai Campionati europei a squadre ( Chorzów), 100 m piani - 10"14
- 4º ai Campionati europei a squadre ( Chorzów), Staffetta 4x100 m - 38"77
- 4º al Bauhaus-Galan ( Stoccolma), 100 m piani - 10"24